# دختر لر
دختر لُر نخستین فیلم ناطق به زبان فارسی است. خان بهادر اردشیر ایرانی این فیلم را در سال ۱۳۱۲ خورشیدی، در استودیو امپریال فیلم در بمبئی ساخت. این فیلم در بین مردم با نام «جعفر و گلنار» (اسمِ کاراکترهای اصلیِ فیلم) شناخته شد. دخترِ لُر به صورت سیاه و سفید فیلم‌برداری شده است.
در این فیلم، عبدالحسین سپنتا در کنار روح‌انگیز سامی‌نژاد، هادی شیرازی و سهراب پوری به ایفای نقش پرداختند. فیلم‌برداری هفت ماه به‌طول انجامید، و در ۳۰ آبان سال ۱۳۱۲ در سینماهای دیده‌بان (مایاک سابق) و سپه در خیابان لاله‌زار به‌روی پرده رفت. در آن زمان که ایرانیان عمدتاً برای تماشای کمدی‌های کوتاه اروپایی و فیلم‌های انیمیشن سیاسی به سینما می‌رفتند، اکران این فیلم موجب شکوفایی صنعت نوپای سینما در ایران شد. البته از جمله تناقضات موجود در فیلمْ لهجهٔ غلیظ کرمانیِ سامی‌نژاد بود که در تضاد با شخصیت وی در فیلم، که وی را از قوم لر معرفی کرده بود، قرار داشت. با این وجود، به‌نسبت سایر بازیگرهای فیلم، که فارسی را با لهجهٔ هندی ادا می‌کردند، تماشاگران شیوهٔ گفتار وی را پذیرفتند و بازیِ او مورد استقبال قرار گرفت.

## خلاصه داستان

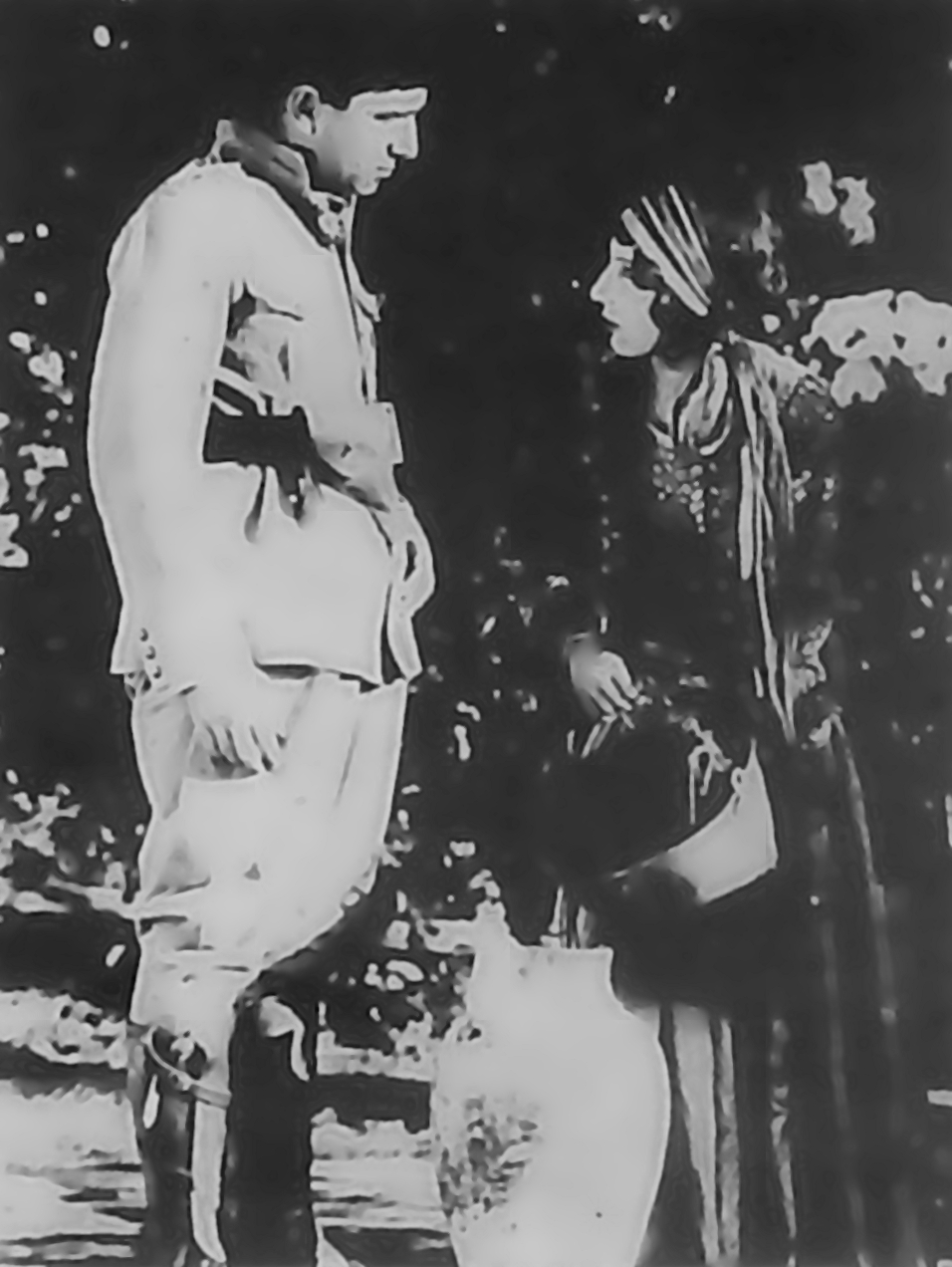
روح‌انگیز سامی‌نژاد و عبدالحسین سپنتا در فیلم

فیلم داستان گلنار، دختر یک بازرگان ثروتمند است که در کودکی و در حملهٔ قلی‌خانِ راهزن و ایادی‌اش در غارت شهرشان اسیر دزدان شده و حالا کار وی به رقاصگی در قهوه‌خانه‌ای در لرستان کشیده شده است. با گذشت سال‌ها و بزرگ شدن گلنار، قلی‌خان به او علاقه نشان می‌دهد. در قهوه‌خانه، گلنار با جوانی به‌نام جعفر آشنا می‌شود که از طرف دولت برای حل مسئلهٔ راهزنان به لرستان فرستاده شده است. جعفر و گلنار به‌تدریج به هم علاقه‌مند شده و تصمیم به فرار می‌گیرند. قلی‌خان از نقشهٔ آن‌ها مطلع شده و به جعفر پیشنهادِ پیوستن به راهزنان را می‌دهد. جعفر پیشنهاد او را رد می‌کند و به‌دستِ قلی‌خان زندانی می‌شود اما به‌کمک گلنار از چنگ راهزنان رها شده و با گلنار تصمیم به فرار می‌گیرد. راهزنان به تعقیب‌شان پرداخته و با آن‌ها درگیر می‌شوند که در طیّ آن چند تن از راهزنان، از جمله قلی‌خان، به‌دستِ جعفر کشته می‌شوند. از ترس انتقام باقی راهزنان و بی‌قانونیِ ایران در آن زمان، جعفر و گلنار به هند فرار و در بمبئی زندگی می‌کنند.
بعدها که این دو درمی‌یابند با آمدن دولت تازه در ایران نظم و قانون دوباره بر پا شده است، به ایران بازمی‌گردند.

## اهمیت سیاسی
فیلم زمانی را به‌تصویر می‌کشد که در آن ایران غرق در هرج‌ومرجِ ناشی از جنگ جهانی اول، و به‌ویژه پس از انقلاب کمونیستی ۱۹۱۷ روسیه است. فرار زوج فیلم به هند تصویرگر تجربهٔ مشترک بسیاری از مهاجران به هند در آن زمان است. بازگشت آن دو به ایران هم به انقراض قاجاریان و تأسیس حکومت پهلوی به‌دستِ رضاشاه ارتباط داده شده است. بر پایهٔ گفته‌ای از سپنتا، دیدگاه میهن‌پرستانهٔ فیلم برای ایجاد حسّ غرور در ایرانیانی که در هند و ایران زندگی می‌کردند بوده است:
«از آن‌جا که این نخستین فیلم ناطق ایرانی بود که در جهان پخش می‌شد، احساس کردم که باید تصویر روشنی از ایران ارائه دهد؛ از این رو فیلم تا حدی با تبلیغات حکومتی هم‌سو بود… با این وجود، باید اقرار کرد که فیلم غرور ملی ایرانیان مهاجر را افزایش داد.» 
بر پایهٔ گفته‌های حمید دباشی، فیلم «در نهایت به‌سود تبلیغات رضاشاه و حکومت مرکزی وی تمام شد». به‌بیان پوستری که برای آن منتشر شد، «در این فیلم شاهد وضعیت ایران در گذشته خواهید بود و آن را با پیشرفت سریع کشور تحت حکومت شاهنشاه پهلوی مقایسه خواهید کرد».
به‌باورِ حمیدرضا صدر، فیلمْ بیانگر هدف کلان‌تر حکومتِ تازه در سرکوب استقلال فرهنگی و قبیله‌ای محلی بوده است که در آن چارچوب، لرستان در مقابل این رویکرد مرکزگرایانه بیشترین مقاومت را نشان می‌داد.

## یادکردها و بازبردها به این فیلم

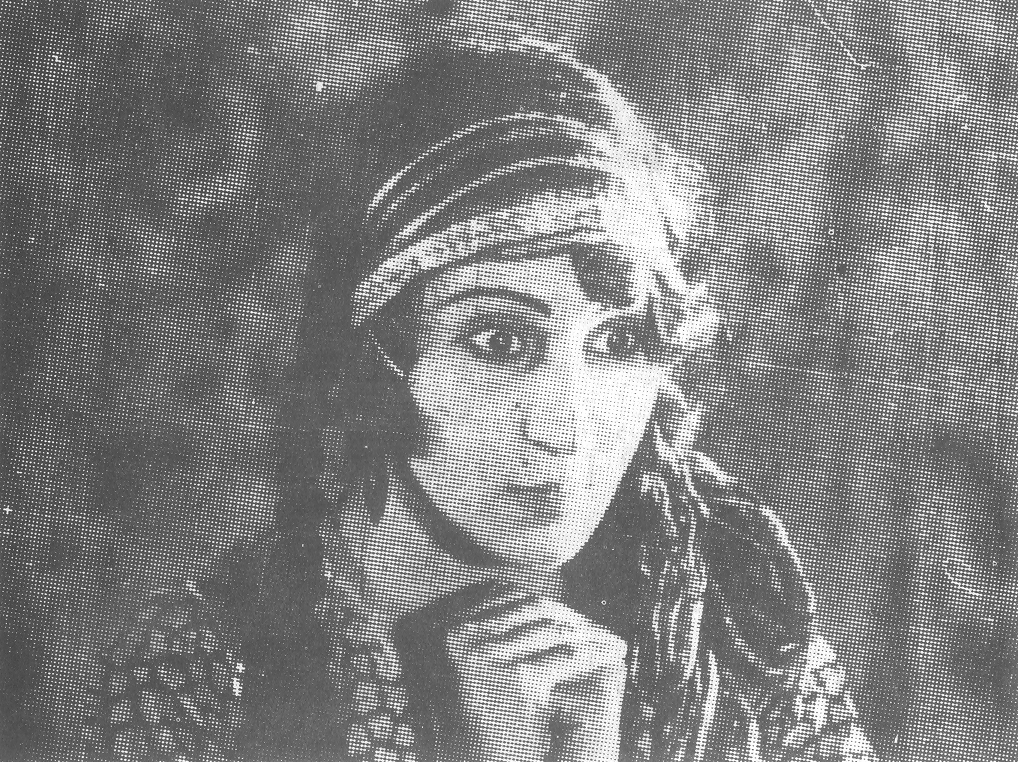
روحانگیز سمیع نژاد،در صحنه‌ای در فیلم دختر لر

از آن‌جا که این فیلم نخستین فیلم ناطق سینمای ایران بوده است، به یک نماد در سینمای ایران تبدیل شده و در برخی از فیلم‌های ایرانی نیز به آن اشاراتی رفته است. برای نمونه، در سریال هزاردستان در یک سکانس که در ساختمانِ بازسازی‌شدهٔ سینما تابان اجرا شده است، فیلم دختر لر اکران می‌شود.
در سینمایی ستاره‌ها ۳: ستاره بود ساختهٔ فریدون جیرانی با بازی خسرو شکیبایی، به‌طور غیر مستقیم به شخصیت اول دختر لر (گلنار) یعنی روح‌انگیز سامی‌نژاد می‌پردازد که چگونه با سختی‌ها کنار آمد و در سال‌های آخر زندگی تنها ماند. همچنین قسمت‌هایی از این فیلم را به همراه مصاحبهٔ خانم سامی‌نژاد در پایان فیلم نمایش می‌دهد.
در فیلم کمدی ناصرالدین‌شاه آکتور سینما، شخصیت اصلی فیلم دختر لر (گلنار) نقشی محوری در جریان‌دادن به داستان فیلم ایفا می‌کند. در این فیلم، ناصرالدین شاه قاجار، که مخالف سینما است و خودش فیلم‌ها را سانسور می‌کند، عاشق گلنار می‌شود و برای آن‌که به معشوق برسد، حکومت را رها کرده و به‌دنبالِ سینما می‌رود.
همچنین در سریال کارآگاه علوی فصل اول، در یکی از قسمت‌های آن به ماجرای اکران فیلم دختر لر پرداخته می‌شود که فضای فرهنگی و همچنین موانع اکران این فیلم را نشان می‌دهد که با توجه به شرایط آن زمان، اکران این فیلم با مشکلاتی مواجه شده است.

## نگارخانه

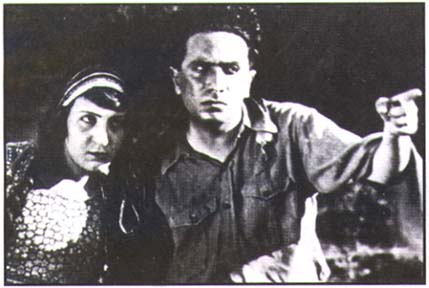
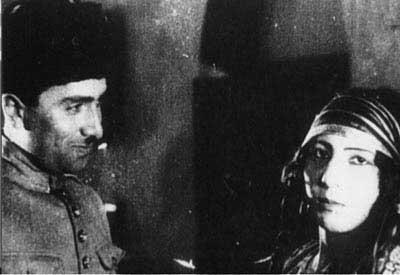
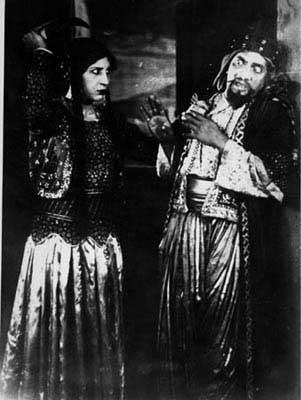
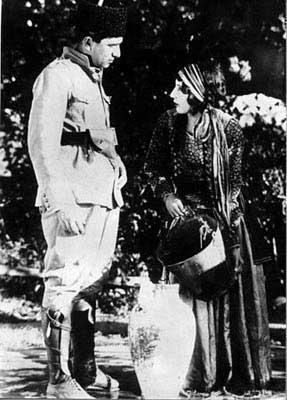
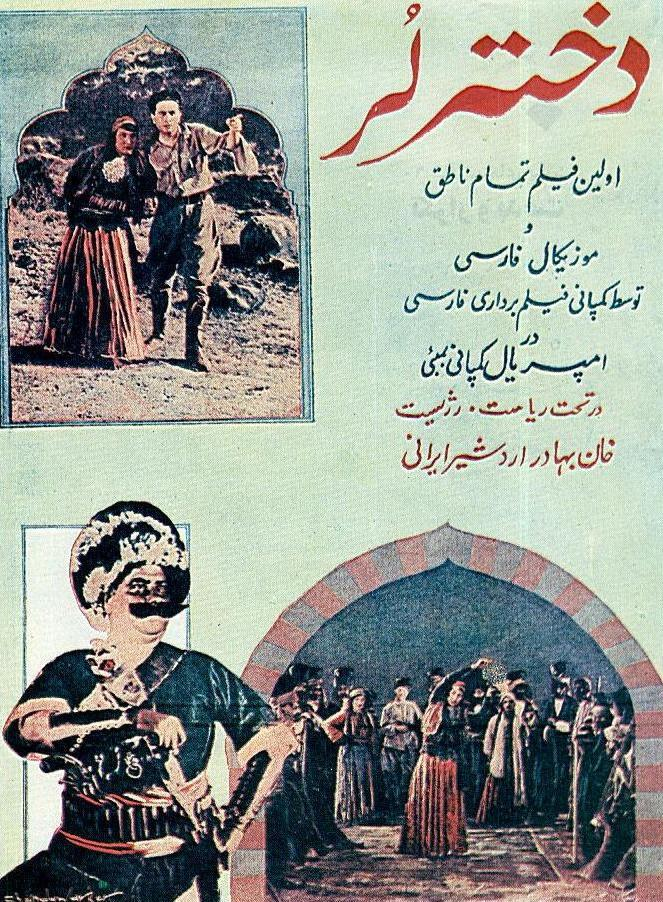